# Euxoa petruska
Euxoa petruska là một loài bướm đêm trong họ Noctuidae.